# Orbetello
Orbetello est une commune italienne de la province de Grosseto, dans la région Toscane. Elle est située au centre de la lagune d'Orbetello, une importante réserve naturelle.

## Géographie

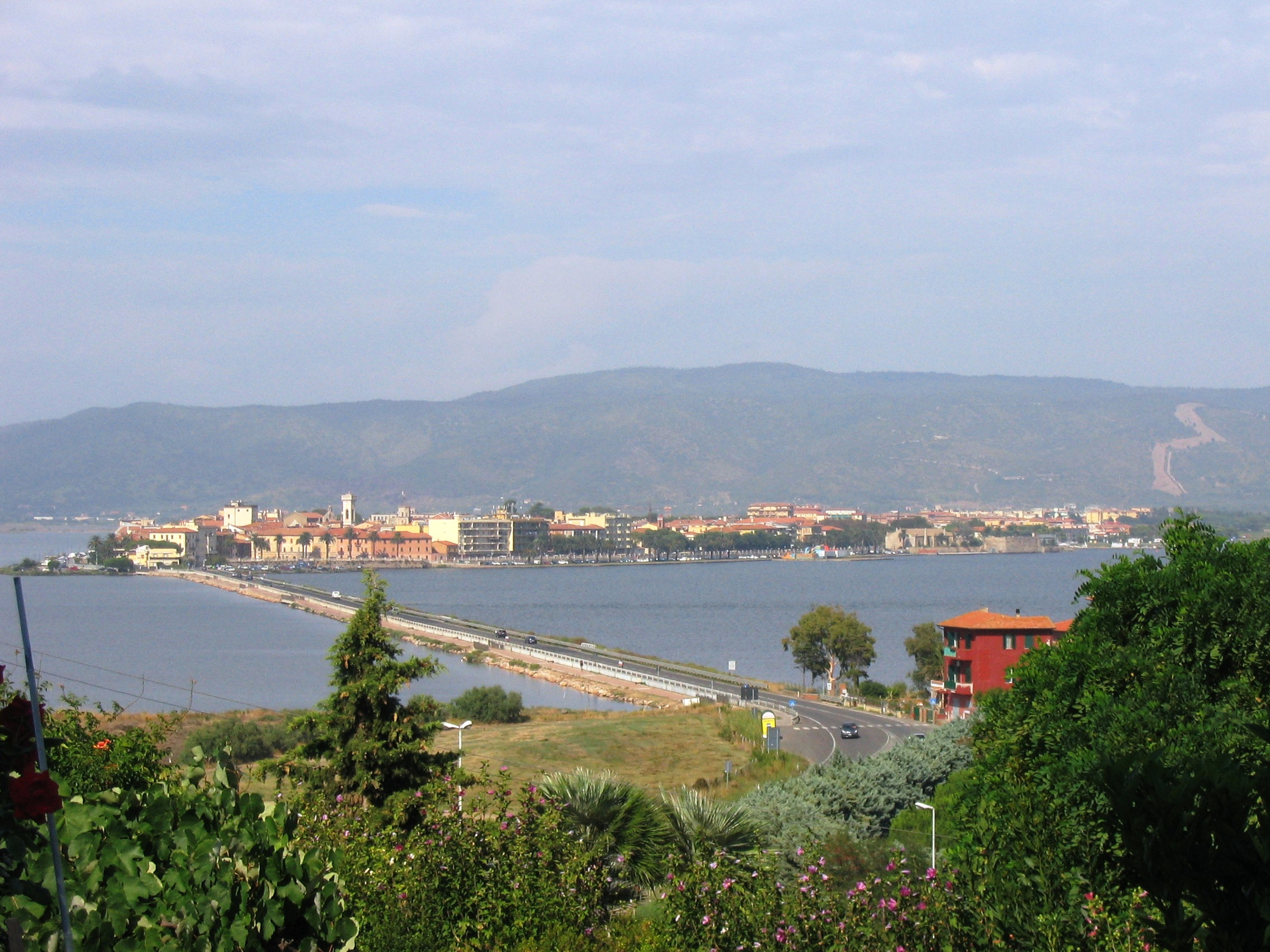
Le pont et l'isthme.

Orbetello fait partie de la presqu'île de Monte Argentario, presqu'île à double tombolo naturel; ce type de presqu'île est peu fréquent dans le monde.
Le tombolo nord est habité et cultivé, tandis que le tombolo sud est boisé. Au centre, un isthme en partie artificiel accueille la cité d'Orbetello. Relié par un pont à l'île, il forme un troisième tombolo artificiel.

## Histoire
La présence d'un peuplement étrusque à Orbetello est attesté par les restes d'un sanctuaire.

## Monuments et lieux d'intérêt

### Architecture religieuse
- La cathédrale d'Orbetello du XIIIe siècle, construite sur les ruines d'un temple romain du Ve siècle.
- L'église de San Giuseppe Benedetto (1967).
- L'église de San Paolo delle Croce (1987).
- L'église de Santa Maria Assunta : reconstruite en 1949.
- L'église de San Donato (1961).
- L'église de la Madonna di Loreto (1958).

### Architecture civile
- Palazzo del Governatore : C'était à l'origine le siège du gouverneur général espagnol de l'État des Présides. Au centre du portique se trouve un buste de Giuseppe Garibaldi réalisé par le sculpteur Ettore Ferrari.
- Caserna Umberto I : caserne construite au XIXe siècle.
- Orbetello Airfield (en) : situé dans les eaux de la lagune d'Orbetello, était une base d'hydravions d'importance internationale, avec des hangars conçus par Pier Luigi Nervi, d'où partaient les croisières et les vols transocéaniques de 1928-1933. Il a été détruit en 1944 par les forces d'occupation allemandes et aujourd'hui le Cruise Park s'y trouve.
- Polveriera Guzman : bâtiment historique construit par les Espagnols en 1692, servait à contenir des tonnes d'explosifs. La poudrière est surtout connue parce que Giuseppe Garibaldi y fut approvisionné en 1860, peu après le débarquement de Talamone, pour l'expédition des Mille. C'est maintenant le Musée archéologique civique.

### Architecture militaire
- Les murailles d'Orbetello d'origine étrusques, agrandis et restaurés au Moyen Âge puis à la fin du XVIe siècle.
- Les murailles de Talamone, construit d'abord au XIIIe siècle par les Aldobrandeschi, restaurés en 1465, puis restructurées par les Espagnols aux XVIe siècle et XVIIe siècle.
- Les murailles de Cosa, situées à Ansedonia, construites au IIIe siècle av. J.-C. et renforcés par la colonie romaine de Cosa. Les Aldobrandeschi les restaurent au XIe siècle.
- La forteresse aldobrandesque de Talamone, construite par les AldoBrandeschi au XIIIe siècle qui domine la plage de Talamone. Agrandie et restructurée par la république de Sienne au siècle suivant, elle fut encore modifiée au XVe siècle puis au XVIe siècle par l'État des Présides.
- Le fort des Salines, dans le hameau d'Albinia, construit au XVe siècle par la république de Sienne, modifié et renforcé par les Espagnols en 1630.
- Casale della Giannella, tour côtière du XVIe siècle.
- Le phare de Talamone, datant de 1865, activé par la Regia Marina.
- La tour de la Tagliata, située à Ansedonia, est une tour médiévale qui fut la demeure du compositeur Giacomo Puccini.
- La tour de San Biagio, située à Ansedonia, construite au Moyen Âge comme tour de guet, puid modernisée par les Espagnols au XVIe siècle.
- La tour de San Pancrazio, située à Ansedonia, construite dans la seconde moitié du XVIe siècle par les Espagnols pour renforcer le système de défense côtière de l'État des Présides.
- La tour Cannelle, construite par les Médicis au XVIe siècle. Elle est actuellement utilisée comme hôtel.
- La tour de Capo d'Uomo, à l'intérieur du parc naturel de la Maremme, tour côtière remonte à la seconde moitié du XVIe siècle et a été construite sur une fortification déjà existante du Moyen Âge. C'est maintenant une résidence privée.
- La tour de Poggio Raso, située à Talamone, est une tour côtière du Moyen Age, rénovée aux XVe et XVIe siècles. Elle est devenue un établissement d'hébergement.
- La tour de Talamonaccio, a été construite au Moyen Âge comme tour de guet puis modernisée par les Espagnols au XVIe siècle. C'est actuellement une résidence privée.

### Site archéologique

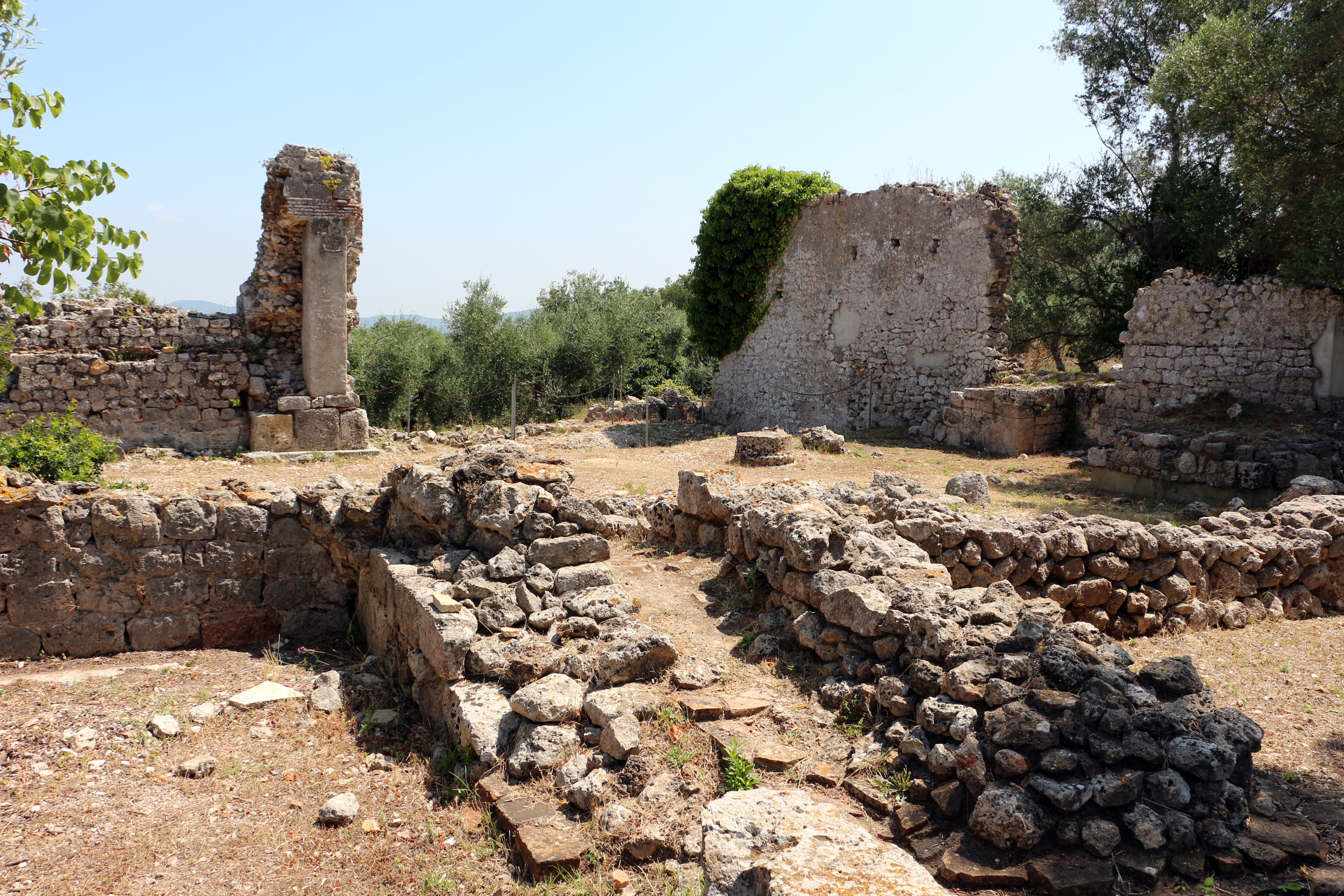
Colonie romaine de Cosa

- La colonie romaine de Cosa, fondée en 273 av. J.-C. par les Romains en tant que colonie, elle fut totalement abandonnée au XIVe siècle. Les vestiges des murs cyclopéens, du forum romain et du temple de Jupiter sont conservés.
- Non loin de là se trouve la Villa Settefinestre, villa romaine datant du Ier siècle av. J.-C., bien que modifiée au XVe siècle.
- Le promontoire de Poggio Talamonaccio : il constitue la limite sud du golfe de Talamone. L'établissement primitif de Talamone s'y trouvait à l'époque étrusque-romaine, également doté d'un port. L'ancien temple étrusque de Talamone datant de la fin du IVe siècle av. J.-C. se dressait autrefois dans cette zone, d'où provient le célèbre fronton du temple de Talamone.

## Aire naturelle
- Campo Regio : biotope faisant partie du site d'intérêt régional (SIR) B20 près de Fonteblanda.
- Lagune d'Orbetello, créée et gérée par le WWF, est un site Ramsar  de protection de la zone humide d'intérêt international.
  - La réserve naturelle de la lagune d'Orbetello (1998)
  - La réserve naturelle de la lagune d'Orbetello di Ponente (1971)
- Le parc naturel de la Maremme, une zone régionale protégée, entre Talamone et Principina a Mare. Il préserve intacte une grande surface de maquis méditerranéen, en plus de l'environnement humide.
- La réserve naturelle de la dune de Feniglia qui préserve l'écosystème du tombolo qui borde la lagune au sud ; il se visite à vélo et plusieurs spécimens de daims y vivent en liberté. Dans la partie centrale de sa plage, longue d'environ 6 km, se trouve une zone fréquentée par les naturistes.
- Le tombolo de Giannella, conserve une grande partie de l'écosystème d'origine du tombolo qui borde la lagune d'Orbetello à l'ouest, entre l'embouchure de la rivière Albegna et le canal de Santa Liberata.

## Administration
| Période                                  | Période | Identité | Étiquette | Qualité |
| ---------------------------------------- | ------- | -------- | --------- | ------- |
|                                          |         |          |           |         |
| Les données manquantes sont à compléter. |         |          |           |         |

### Hameaux
Albinia, Ansedonia, Fonteblanda, Giannella, San Donato, Talamone

### Communes limitrophes
Capalbio, Magliano in Toscana, Manciano, Monte Argentario

## Sport
La ville organise chaque année en juillet un tournoi de tennis sur terre battue du circuit ATP Challenger Tour.